# Xavier Bonane
 (septembre 2021).
Pour les articles homonymes, voir Bonane.
 Xavier Bonane Ya Nganzi  (né à Duru le 1er janvier en 1961) est un homme politique de la République démocratique du Congo et député national, élu de la circonscription de Dungu dans la province de la Haut-Uélé,,,.

## Biographie
Xavier Bonane est né à Duru le 1er janvier 1961, élu député national dans la circonscription électorale de Dungu dans la province de Haut-Uélé, il est membre du parti politique PDC.